# Калугин, Юрий Аронович
Юрий Аронович Калугин (настоящее имя Юлий (Йойл) Аронович Клугман, при рождении Клигман; 1892, Кишинёв, Бессарабская губерния — ?) — русский писатель, журналист, литературовед, автор исторической прозы.

## Биография
Родился в Кишинёве в семье Арона Мордковича Клигмана (?—1913) и Марьем (Марии) Абрамовны Бланк, оформивших брак там же в 1868 году. Семья отца происходила из местечка Дунаевцы. Окончил юридический факультет Новороссийского университета в Одессе, после чего вернулся в ставшую румынской Бессарабию (1918).
В 1921—1938 годах работал в выпускавшейся на русском языке в Кишинёве газете «Бессарабское слово», публиковался под собственным именем «Юлиус Клугман». Вместе с Г. Блоком и Д. Ременко издавал газету «Свободное слово» (в связи с чем находился под наблюдением сигуранцы). Сотрудничал в другой кишинёвской газете — органе независимой демократической мысли «Утро» (1922), был членом редакции еженедельной юмористической газеты «Ракета», которая издавалась в Кишинёве в 1922—1927 годах (и в 1927—1930 годах как журнал). В 1926 году стал одним из учредителей, членом президиума и кассиром Союза профессиональных журналистов Бессарабии. В 1938 году подписал коллективное письмо в бухарестскую газету «Universul» с протестом против запрета на публикацию в периодических изданиях страны журналистов-евреев.
После присоединения Бессарабии к СССР в 1940 году работал корреспондентом в радиокомитете Молдавской ССР и заведующим литературной частью Молдавской государственной филармонии; жил на улице Котовского (Харлампиевской), дом № 23. С началом войны (6 июля 1941 года) эвакуировался в совхоз села Орджоникидзе (ныне Джалаир) Ташкентской области, где продолжил работать журналистом. В документах советского времени был записан как «Юлий Аронович Клугман» (1892 года рождения). Тогда же начал писать историческую прозу. В послевоенные годы жил в Симферополе, работал в  «Курортной газете», «Крымской правде» и других периодических изданиях. В 1959 году в симферопольской газете «Крымская правда» вышла его работа «Грибоедов в Крыму».
Повесть «Жена декабриста (Мария Волконская)» вышла отдельной книгой в 1963 году (и в переводе на немецкий язык в 1964 году); повесть об Адаме Мицкевиче «Он между нами жил...» — в 1962 году. Опубликовал несколько пьес на историческом материале. Большинство произведений остались неизданными (романы «Белинский» и «Есть на свете Москва», исторические рассказы о декабристах и о русских писателях XIX века, стихи для детей и взрослых). Рассказ «Госпожа К.» был опубликован в журнале «Москва» за декабрь 2017 года.
Переводил поэзию и художественную прозу с украинского языка, в том числе сборники поэтических юморесок С. В. Руданского (1955, 1959).

## Семья
- Двоюродные сёстры и брат (дети родной сестры матери — Ривки Абрамовны Бланк) — доктор медицинских наук Зинаида Осиповна Мичник, доктор философских наук Полина Осиповна Эфрусси и экономист Борис Осипович Эфруси. Другой двоюродный брат (сын брата матери) — химик, общественный деятель и публицист Рувим Маркович Бланк, двоюродная сестра — историк Ева Марковна Эфруси.
- Жена — Эсфирь Лазаревна Клугман (1892—1956), литератор[10].
  - Дочь — Лия (Анна) Юльевна Клугман (1920—2000), до войны была студенткой кишинёвской консерватории[11].
  - Сын — Илья Юльевич Клугман (1924), химик и учёный в области нефтехимии, кандидат технических наук («Метрологическое обоснование диэлькометрического метода измерения влажности нефти», 1966), автор монографии «Диэлькометрические нефтяные влагомеры» (1969)[12].

## Публикации
- Поджигательница: скетч в 2 действиях. Кишинёв: Госиздат Молдавии, 1941. — 14 с.
- С. В. Руданский. Юморески: избранное. Пер. с укр. Ю. Калугина. Симферополь: Крымиздат, 1955. — 72 с.
- С. В. Руданский. Избранные юморески. Пер. с укр. Ю. Калугина. Симферополь: Крымиздат, 1959. — 100 с.
- Он между нами жил...: Повесть о Мицкевиче. Симферополь: Крымиздат, 1962. — 278 с.
- Жена декабриста: Мария Волконская. Киев: Державне видавництво художньої літератури УРСР, 1963. — 358 с. — 65 000 экз.
- Fürstin Wolkonskaja: Historischen Roman. Берлин: Verlag der Nation, 1964. — 319 с
- Под одним плащом: историческая пьеса в 3 действиях. М.: ВУОАП, 1967. — 78 с.